# 禡禡
禡禡（?—?），元世祖时的平章政事、右丞相。
禡禡在元宪宗时在燕京受命行六部。中统元年（1260年）三月，他和赵璧、董文炳任燕京路宣慰使，七月，元世祖忽必烈以燕京路宣慰使祃祃行中书省事，燕京路宣慰使赵璧平章政事，张启元参知政事。中统二年（1261年），为中书省平章政事。中统三年（1262年），奉命祃祃和廉希宪、参政商挺、断事官麦肖，行中书省于陕西、四川。